# Villa Palagio Vecchio
 Villa Palagio Vecchio si trova a Fiesole, in via Bosconi 52.

## Storia e descrizione
La villa fu costruita nel Trecento dalla famiglia nobile dei Borgherini, nel secolo successivo passò al famoso pittore Alesso Baldovinetti, allievo di Domenico Veneziano, quindi fu di Bartolomeo di Jacopo Salviati (famiglia dei Medici) e poi dei Busini, antica e nobilissima famiglia originaria del quartiere Santa Croce di Firenze.
Nel Settecento fu di proprietà delle monache di Candeli e nell'Ottocento vide avvicendarsi vari proprietari.
Il giardino di grande pregio si sviluppa nel boschetto di alberi secolari che circonda la villa, creando delle "stanze" su piccoli spazi terrazzati. Dalla terrazza principale della villa si ammira un ampio paesaggio sulla campagna coltivata circostante, caratterizzata soprattutto da seminativi e oliveti, mentre dalla cima della torre si gode una vista unica sull'intera vallata, su Fiesole e su Firenze.